# Trisunius
Trisunius – rodzaj chrząszczy z rodziny kusakowatych i podrodziny żarlinków. Obejmuje 22 opisane gatunki. Znane są z południowej i południowo-wschodniej części Azji oraz południowej Afryki.

## Morfologia
Chrząszcze o wydłużonym ciele długości od 2 do 4,1 mm.
Dłuższa niż szersza głowa ma gęsto punktowaną, delikatnie owłosioną z nielicznymi makroszczecinkami na obrzeżach, czasem mikrorzeźbioną powierzchnię grzbietową, zaokrąglone za oczami brzegi boczne, szeroko zaokrąglone tylne brzegi oczu, silnie zaokrąglone kąty tylne, wykrojony pośrodku i pozbawiony guzka czy bruzdy brzeg tylny oraz przeciętnie szeroko rozstawione, rozbieżne ku tyłowi szwy gularne. Trichobotrium umieszczone jest w porośniętym szczecinkami wgłębieniu przylegającym do grzbietowej krawędzi oka lub nieco od niej ku przodowi odsuniętym. Aparat gębowy ma cztery ząbki na przednim brzegu wargi górnej, trzy lub cztery na lewej żuwaczce i cztery lub pięć na żuwaczce prawej. Nieszypułkowata, zaopatrzona w listewkę nuchalną szyja ma na wysokości bruzdy nuchalnej szerokość wynoszącą od 1/3 do 2/5 szerokości głowy mierzonej w skroniach.
Wypukłe przedplecze ma gęsto punktowaną, połyskującą, porośniętą owłosieniem z kilkoma makroszczecinkami na obrzeżach powierzchnię. Gęsto punktowane i owłosione pokrywy mają szereg szczecin na tylnej krawędzi. Skrzydła tylnej pary mogą być dobrze wykształcone, zredukowane lub niemal całkiem zanikłe. Hypomery mają poprzeczne listewki niekompletne lub całkiem zanikłe, natomiast wykształcone są listewki submarginalne. Występuje szew notosternalny. Na basisternum śródpiersia leży głębokie, zaokrąglone wklęśnięcie środkowe, a listewka poprzeczna śródpiersia jest szeroko zakrzywiona. Brak jest aparatu strydulacyjnego. Wyrostek metakatepisternalny jest krótki i na szczycie zaokrąglony.
Odwłok cechuje się szpicem pośrodku tylnej krawędzi drugiego sternitu, zafalowaną i zaopatrzoną w długi pośrodkowy szpic listewką nasadową trzeciego sternitu oraz dobrze wykształconym żeberkiem środkowym tegoż sternitu. U samca ósmy sternit jest wykrojony na tylnym brzegu, dziewiąty tergit niesymetryczny z szeroko U-kształtnie wykrojonym tylnym brzegiem, a dziesiąty tergit eliptyczny bez szpica pośrodku krawędzi przedniej. U samicy ósmy sternit ma niezmodyfikowany brzeg tylny, dziewiąty tergit jest symetryczny z szeroko i głęboko wykrojonym tylnym brzegiem, a dziesiąty tergit ma przedni brzeg zaokrąglony pośrodku. Genitalia samca mają edeagus z płatem środkowym od grzbietowej strony podzielonym podłużnie.

## Ekologia i występowanie
Owady te preferują tereny wyżynne i górskie. Ich zasięg pionowy rozciąga się na wysokościach od 270 do 3600 m n.p.m., przy czym większość gatunków występuje na rzędnych od 2000 do 2600 m n.p.m., a przekraczanie granicy 3000 m n.p.m. stwierdzono w przypadku trzech. Chrząszcze te bytują w ściółce leśnej, próchnicy, gnijących szczątkach roślinnych, na pobrzeżach cieków i pól śnieżnych, a rzadziej w zakrzewieniach i na łąkach.
Większość przedstawicieli rodzaju zamieszkuje krainę orientalną i południowo-wschodni skraj Palearktyki, będąc podawanymi z południowych Chin, Nepalu, Indii, Tajlandii, Wietnamu, Malezji i Filipin. Nieopisany materiał znany jest z Afryki Południowej, a niewykluczona jest obecność rodzaju także w krainie australijskiej.

## Taksonomia
Takson ten wprowadzony został w 2011 roku przez Volkera Assinga na łamach „Linzer Biologische Beiträg”. Nazwa rodzajowa to połączenie łacińskiego przedrostka tri-, oznaczającego „trój-” i odnoszącego się do trójdzielnego płata języczka, z nazwą rodzaju Sunius. Gatunkiem typowym wyznaczony został Trisunius spathulatus opisany w tej samej publikacji. Assing sklasyfikował ów rodzaj w podplemieniu Medonina. W 2023 roku Lee Herman przeniósł go do podplemienia Scopaeina.
Do rodzaju tego zalicza się 22 opisane gatunki:

- Trisunius alesi Assing, 2012
- Trisunius appendiculatus Assing, 2011
- Trisunius borailicus Assing, 2013
- Trisunius conlectus Assing, 2015
- Trisunius cultellatus Assing, 2011
- Trisunius discrepans Assing, 2011
- Trisunius iaculatus Assing, 2011
- Trisunius ligulatus Assing, 2011
- Trisunius manasluensis Assing, 2012
- Trisunius monticola (Cameron, 1931)
- Trisunius opaciceps Assing, 2012
- Trisunius penicillatus Assing, 2015
- Trisunius perpusillus (Coiffait, 1982)
- Trisunius rastratus Assing, 2014
- Trisunius scaphiformis Assing, 2015
- Trisunius schuelkei Assing, 2011
- Trisunius smetanai Assing, 2014
- Trisunius spathulatus Assing, 2011
- Trisunius tenuincisus Assing, 2013
- Trisunius thaicus Assing, 2011
- Trisunius truncatus Assing, 2011
- Trisunius volans Assing, 2013